# Bell X-9
Die Bell X-9 war der Prototyp einer mit einem Flüssigkeitsraketentriebwerk angetriebenen und als Abstandswaffe ausgelegten Luft-Boden-Lenkwaffe. Sie diente als Testumgebung für die mit nuklearem Sprengkopf bestückte Luft-Boden-Rakete GAM-63 Rascal.
31 X-9-Raketen wurden produziert und zwischen April 1949 und Januar 1953 abgeschossen. Das Programm wurde genutzt, um aerodynamische und strukturelle Informationen zu sammeln und neue Leit- und Antriebssysteme zu testen. Keine der bei der Erprobung von zwei Boeing B-50 abgeworfenen Raketen überstand die Testflüge. Das einzige Fragment, das die Tests überstanden hat, ist heute im Lawrence D. Bell Aircraft Museum in Mentone, Indiana ausgestellt.

## Allgemeine Daten
| Kenngröße             | Daten                     |
| --------------------- | ------------------------- |
| Baujahre              | 1949–1953                 |
| Hersteller            | Bell Aircraft Corporation |
| Spannweite            | 2,4 m                     |
| Länge                 | 6,9 m                     |
| Durchmesser           | 0,56 m                    |
| Flügelfläche          | 6,5 m²                    |
| Nutzlast              | 624 kg                    |
| Startmasse            | 1588 kg                   |
| Höchstgeschwindigkeit | Mach 2                    |
| Dienstgipfelhöhe      | 19.800 m                  |
| Reichweite            | 80 km                     |
| Triebwerke            | Bell XLR65-BA-1           |